# Larry Siegfried
Lawrence Eugene "Larry" Siegfried (Shelby, Ohio, 22 de mayo de 1939 – Cleveland, Ohio, 14 de octubre de 2010) fue un jugador de baloncesto estadounidense que jugó durante 9 temporadas en la NBA en la década de los 60. Con 1,89 metros de altura, jugaba de alero.

## Trayectoria deportiva

### Universidad
Siegfried jugó con los Buckeyes de la Universidad de Ohio State, donde coincidió con dos futuros miembros del Basketball Hall of Fame, como Jerry Lucas y John Havlicek. Ganó el Torneo de la NCAA en 1960 y fue finalista en 1961, donde fue elegido en el mejor quinteto de la Final Four.

### Profesional
Fue elegido en la tercera posición del Draft de la NBA de 1961 por Cincinnati Royals, para complementar el juego exterior de su estrella Oscar Robertson, pero decidió fichar por los Cleveland Pipers de la ABL a causa de que su universidad perdió precisamente contra Cincinnati Bearcats ese año. Ganó con su equipo el título de campeón en 1962.
Tras la desaparición de la liga al año siguiente, sus derechos fueron adquiridos por St. Louis Hawks, los cuales sorprendentemente le cortaron antes de empezar la temporada. Pensó en la retirada, pero Red Auerbach le convenció para que fichara por los Boston Celtics, equipo al que entrenaba. Acertó con la decisión, ya que en las 7 temporadas que pasó en los Celtics consiguió 5 anillos de campeón de la NBA, 3 de ellos en sus 3 primeros años en la liga.
Sus dos últimos años como profesional transcurrieron en los Rockets y los Hawks.
Se retiró promediando 10,8 puntos y 3,5 asistencias a lo largo de su carrera.

## Estadísticas de su carrera en la NBA
|  | Denota temporadas en las que ganó un campeonato de la NBA |
|  | Líder de la liga                                          |

### Temporada regular
| Año     | Equipo    | PJ  | MPP  | TC%  | TL%  | RPP | APP | PPP  |
| ------- | --------- | --- | ---- | ---- | ---- | --- | --- | ---- |
| 1963–64 | Boston    | 31  | 8.4  | .318 | .795 | 1.6 | 1.3 | 3.3  |
| 1964–65 | Boston    | 72  | 13.8 | .415 | .779 | 1.9 | 1.7 | 6.3  |
| 1965–66 | Boston    | 71  | 23.6 | .423 | .881 | 2.8 | 2.3 | 13.7 |
| 1966–67 | Boston    | 73  | 25.9 | .442 | .847 | 3.1 | 3.4 | 14.1 |
| 1967–68 | Boston    | 62  | 31.2 | .415 | .868 | 3.5 | 4.7 | 12.2 |
| 1968–69 | Boston    | 79  | 32.4 | .380 | .864 | 3.6 | 4.7 | 14.2 |
| 1969–70 | Boston    | 78  | 26.7 | .424 | .856 | 2.7 | 3.8 | 12.6 |
| 1970–71 | San Diego | 53  | 31.6 | .386 | .850 | 3.9 | 6.5 | 8.0  |
| 1971–72 | Houston   | 10  | 22.3 | .391 | .857 | 1.0 | 2.0 | 4.8  |
| 1971–72 | Atlanta   | 21  | 16.0 | .325 | .870 | 1.5 | 2.5 | 3.3  |
| Total   | Total     | 550 | 24.8 | .409 | .854 | 2.8 | 3.5 | 10.8 |

### Playoffs
| Año   | Equipo | PJ | MPP  | TC%  | TL%  | RPP | APP | PPP  |
| ----- | ------ | -- | ---- | ---- | ---- | --- | --- | ---- |
| 1964  | Boston | 4  | 6.0  | .333 | .500 | 1.0 | 0.3 | 1.8  |
| 1965  | Boston | 12 | 13.6 | .380 | .857 | 2.1 | 1.8 | 7.0  |
| 1966  | Boston | 17 | 26.6 | .420 | .827 | 2.5 | 2.4 | 13.2 |
| 1967  | Boston | 9  | 28.9 | .373 | .814 | 4.4 | 4.9 | 12.3 |
| 1968  | Boston | 19 | 28.2 | .388 | .906 | 2.6 | 2.9 | 12.3 |
| 1969  | Boston | 18 | 21.8 | .419 | .786 | 2.1 | 2.6 | 11.1 |
| Total | Total  | 79 | 23.1 | .400 | .834 | 2.5 | 2.6 | 10.9 |